# 常盤秀次
常盤 秀次（ときわ ひでつぐ、1955年4月3日 - 2025年6月6日）は福島県で活動していたフリーアナウンサー。

## 人物
長野県中野市出身。大東文化大学卒。テレビ和歌山、福島中央テレビで野球・サッカー中継、各々報道記者・アナウンサーを歴任。2008年に依願退職し、その後はフリーアナウンサーとして、喜多方市の喜多方シティエフエム、会津若松市のエフエム会津、須賀川市のウルトラFM のパーソナリティーなどを担当。喜多方シティーエフエムでは、話し言葉教室講師なども行っていた。2025年6月6日に病気により死去。